# Ricardo Díaz Cortés
Ricardo Heriberto Díaz Cortés (Chuquicamata, 6 de julio de 1970) es un profesor de filosofía y político chileno. Actualmente se desempeña como Gobernador regional de Antofagasta, siendo la primera persona en desempeñar el cargo desde su creación.

## Biografía
Ricardo Díaz Cortés nació y vivió en el antiguo pueblo minero de Chuquicamata, tierra en que vivió hasta los 13 años.[cita requerida] Posteriormente y debido a la muerte de su padre, la familia se trasladó a Santiago. En la capital, continuó sus estudios en el Colegio San Ignacio Alonso Ovalle, donde tuvo la oportunidad de conocer la realidad y el trabajo en comunidades de base en el sector popular de la Villa O’Higgins.
Estudió Pedagogía en Filosofía en la Pontificia Universidad Católica de Chile, y una vez titulado, regresó al norte de Chile para desarrollar su vocación, y se asentó en Antofagasta junto a su esposa Claudia e hija Cristina. También es Magíster en Gestión Educacional.
Como docente, trabajó en el Colegio San Luis de Antofagasta, así como en universidades de la misma ciudad, y en particular en la carrera de Psicología de la Universidad Católica del Norte, entre 1996 y 2013. Fue director de la Escuela de Educación de la Universidad Santo Tomás sede Antofagasta y, recientemente, se encargó de dirigir la escuela pública D-66 "República de Italia".

## Carrera política
Como activista ambientalista, lideró el movimiento “Este Polvo Te Mata” de Antofagasta, el cual luchó por detener la contaminación que generaban las operaciones ejecutadas por el puerto de la ciudad. Fue candidato a alcalde de Antofagasta en las elecciones municipales de 2016, por Revolución Democrática, partido del que era militante, y por el movimiento Unidos por Antofagasta. Un año más tarde, Díaz Cortés fue electo consejero regional en las elecciones de 2017, desempeñándose como presidente de la Comisión de Salud y Medioambiente.
En 2019, durante el ejercicio de su cargo, renunció a su militancia en Revolución Democrática por diferencias con el partido. En 2020 se presentó como precandidato a Gobernador regional en las primarias realizadas por la coalición de centroizquierda Unidad Constituyente, donde se impuso con el 36,92% de los votos. Tras su victoria en las elecciones primarias fue inscrito como candidato en las elecciones de gobernador regional de Antofagasta, obteniendo en primera vuelta 66.478 votos (39,59%) siendo la primera mayoría nacional. En segunda vuelta Díaz Cortés obtuvo 41.863 votos, equivalente al 72,03%, derrotando al candidato de derecha Marco Antonio Díaz (RN) y transformándose en el primer Gobernador Regional de la región de Antofagasta en julio de 2021. 
A partir de 2023, Ricardo Díaz Cortés es presidente de la Asociación de Gobernadores y Gobernadoras Regionales de Chile.[cita requerida]

## Historial electoral

### Elecciones municipales de 2016
- Elecciones municipales de 2016, para la alcaldía de Antofagasta.[4]

### Elecciones de consejeros regionales de 2017
- Elecciones de consejeros regionales de 2017, para consejero regional por la circunscripción provincial de Antofagasta (Antofagasta, Mejillones, Sierra Gorda y Taltal).[5]

(Se consideran sólo candidatos sobre el 3% de los votos y candidatos electos)

### Primarias de gobernadores regionales de 2020
- Primarias de Gobernadores Regionales de la Unidad Constituyente de 2020, para la Región de Antofagasta.

### Elecciones de gobernadores regionales de 2021
- Elecciones de Gobernadores Regionales 2021, para gobernador por la Región de Antofagasta (Primera vuelta).

- Elecciones de Gobernadores Regionales 2021, para gobernador por la Región de Antofagasta (Segunda vuelta).